# SHL22
AQUOS PHONE SERIE SHL22（アクオス フォン セリエ エスエイチエル ニーニー）は、シャープによって日本国内向けに開発された、auブランドを展開するKDDIおよび沖縄セルラー電話のCDMA 1X WIN、および第3.9世代移動通信システム（au 4G LTE）対応スマートフォンである。

## 概要
SHL21の後継機種で、au向けのAQUOS PHONEシリーズとしては初めてクアッドコアCPU、およびIGZO液晶を搭載している。なお、AQUOS PHONEシリーズに限らなければ、AQUOS PADシリーズであるタブレット端末であるSHT21が初である。
同時期兄弟機であるSH-06Eに搭載されている液晶が、フルHDの解像度なのに対し、こちらは解像度はHDであり、液晶の仕様に関してはSH-06Eの前機種に当たるSH-02Eに準ずる。
トライバンドLTE対応で、最高100Mbpsでデータ通信が可能。
本機のSAR値は0.282W/kg。これはiPhoneを除く既存のauスマートフォンとしては、2013年7月現在2番目に低い数値となっている。

## 沿革
- 2013年（平成25年）5月20日 - KDDI、およびシャープより公式発表。
- 2013年7月12日 - 全国にて一斉発売。なお、当初は7月下旬の発売予定だった。

## その他機能
※PC向けWebブラウザが標準装備されている。携帯向けサイト(EZWeb)は他のスマートフォンやPCと同じく閲覧不可。
- 「エコ技」機能

| 主な機能・対応サービス                                                  | 主な機能・対応サービス                           | 主な機能・対応サービス              | 主な機能・対応サービス        |
| ----------------------------------------------------------------------- | ------------------------------------------------ | ----------------------------------- | ----------------------------- |
| auウィジェット Webブラウザ                                              | LISMO! for Android メディアプレイヤー LISMO WAVE | おサイフケータイ NFC                | ワンセグ DLNA/DTCP-IP         |
| au one メール PCメール Gmail EZwebメール                                | デコレーションメール デコレーションアニメ        | Skype au                            | PCドキュメント                |
| au Smart Sports Run & Walk Karada Manager ゴルフ(web版) Fitness、歩数計 | GPS 方位計                                       | au oneナビウォーク au one助手席ナビ | au one ニュースEX au one GREE |
| かんたんメニュー じぶん銀行                                             | 緊急速報メール                                   | Bluetooth                           | 無線LAN機能 (Wi-Fi)           |
| 赤外線通信                                                              | WIN HIGH SPEED au 4G LTE                         | グローバルパスポート                | auフェムトセル                |
| microSD microSDHC                                                       | モーションセンサー(6軸)                          | 防水 防塵                           | 簡易留守録 着信拒否設定       |

- 安心セキュリティパックはフル対応、またGPS機能がOFFの場合でも紛失時の場所特定が可能。
- ベールビュー (覗き見防止フィルター)